# Uppsala kommunvapen

Uppsala kommunvapen 1943–1986 och återigen efter 2018.

Uppsala kommunvapen 1986–2018.

Uppsala kommunvapen innehåller ett gående krönt lejon av guld på blå botten. Vapnet är känt från sigill från 1730-talet och antogs formellt av Uppsala kommun 1943. 1986 avregistrerades vapnet och ersattes av ett vapenliknande emblem. 2018 beslutade kommunen att återta det gamla vapnet.

## Blasonering
Vapnets blasonering fastställdes 1943 enligt följande: I blått fält ett gående utåtseende, krönt lejon (leopard) av guld med röd beväring, därest dylik skall användas.
Mellan 1986 och 2018 användes ett märke som var registrerat med följande blasonering: I blått fält ett gående utåtseende, krönt lejon i gult med svart kontur och med röd beväring, därest dylik skall användas.

## Bakgrund
Vapnets bakgrund är inte känt, det äldsta dokumenterade användningen återfinns 1731 då lejonet används som vapen för staden. Orsaken till att Uppsala har ett lejon som vapen är inte fastställt, dock finns det anledning att tro att lejonet är överfört från Sveriges riksvapen, för att återspegla stadens roll i Sverige sedan man fick sina stadsprivilegier på 1200-talet.
Vapnet består av ett gående och utåtseende lejon (vilket med heraldisk terminologi kan kallas en heraldisk leopard) med krona på huvudet. Det fastställdes som vapen av Kunglig Majestät (regeringen) år 1943 och registrerades hos Patent- och registreringsverket (PRV) i samband med att de då nya reglerna för skydd av kommunvapen i Sverige infördes på 1970-talet.
Kommunen avregistrerade vapnet och registrerade i stället en blasonering med gul färg och svart kontur kring lejonfiguren i PRV år 1986. Detta gjordes lagom till att Uppsala firade sitt 700-årsjubileum. Den svarta konturen och den gula tinkturen innebär att märket inte följde heraldikens regler – gult finns inte som tinktur inom heraldiken och konturlinjen innebar ett brott mot tinkturregeln. Att i blasoneringen ange att det skall finnas en "konturlinje" i ett vapen stämmer inte heller med de heraldiska traditionerna, om en sådan linje ska förekomma så bör det vara konstnärens eget val att framställa vapnet så. Kommunen hade således inte något vapen mellan 1986 och 2018 utan ett emblem, men som trots det var registrerat enligt de formella regler som gäller för kommunvapen.

## Vapen för tidigare kommuner inom den nuvarande kommunen
De tidigare landskommunerna Björklinge, Bälinge, Gamla Uppsala, Läby och Oland hade alla haft vapen vars giltighet upphört i samband med sammanslagningar: Gamla Uppsalas vapen (från 1946) redan 1947, Läby (1951) i samband med kommunreformen 1952, Björklinge (1958) och Bälinge (1954) i samband med bildandet av Uppsala kommun 1971 samt Oland (1955) i samband med dess delning mellan Uppsala och Östhammar 1974.

### Björklinge
Björklinge vapen med dess björkblad är ett så kallat talande vapen.

Björklinge landskommun (1958–1970)
Bälinge landskommun (1954–1970)
Gamla Uppsala landskommun (1946–1947)
Läby landskommun (1951–1951)
Olands landskommun (1955–1970) Olands kommun (1971–1973)